# This Is Brazil
This Is Brazil (estilizado como THIS IS BRAZIL) é um podcast brasileiro lançado em março de 2020. Com conteúdo de comédia, ganhou notoriedade por investigar peculiaridades do humor brasileiro na internet.

## História
Os fundadores do This Is Brazil, Nícolas e Pedro, já se conheciam anos antes da produção do podcast tendo outros projetos como o Bacanudo, Caçadores da Lista Perdida, Mais um Show e Minuto Perdido.
Eles compartilhavam entre si conteúdos humorísticos brasileiros considerados "absurdos" por meio do WhatsApp. A produção do podcast se deu ainda em 2020, durante a pandemia de COVID-19, e foi anunciado como uma tentativa de "resgatar o Brasil de si mesmo".
Em entrevista ao jornal Correio Braziliense, Nícolas chegou a dizer: "O primeiro objetivo é resgatar o Brasil de si mesmo. Está todo mundo de saco cheio desse Brasil, que nem é o Brasil real. A gente faz uma brincadeira que a data limite é 2014, que foi do 7 a 1, parece que é a data em que tudo começou a dar errado. Não é (um programa) de saudosismo, é só para dizer que tem tudo de ruim (no país), mas ainda tem essa coisa brasileira".
Poucos meses após o lançamento, This Is Brazil se tornou um dos podcasts de maior audiência do Brasil.
Em julho de 2022, Pedro e Nicolas estrearam o chupe meu braço, um podcast spin-off do This Is Brazil.

## Desempenho
This Is Brazil esteve frequentemente entre os podcasts de maior audiência no Brasil, especialmente na plataforma de streaming Spotify, onde chegou a ser selecionado na playlist "Melhores Podcasts de 2020 (até agora)".
O podcast estreou na parada de Top Podcasts da Apple Podcasts em maio de 2020, e permaneceu um único dia, alcançando o pico de posição #97.
Em março de 2021, o podcast alcançou a marca de 1 milhão de downloads.

## Prêmios e indicações
Em 27 de agosto de 2020, This Is Brazil foi campeão do MemeAwards 2020 na categoria "Melhor Meme em Vídeo". Vencendo tanto no voto popular quanto no voto do júri técnico (representado pelo Cid Cidoso). O vídeo em questão, montado pelo ouvinte Cristiano Souza, mostrava imagens de um encontro entre Jair Bolsonaro e Sergio Moro ao som de uma montagem feita por Pedro e Nícolas usando o discurso de Bolsonaro ao som da canção "Você Me Vira a Cabeça (Me Tira do Sério)", da cantora brasileira Alcione, presente no 5º episódio do podcast.

## Integrantes
- Nícolas Queiros (2020–atualmente)
- Pedro Duarte (2020–atualmente)